# Kirkebygda (Enebakk)
Kirkebygda is een plaats in de Noorse gemeente Enebakk, fylke Akershus. Kirkebygda telt 568 inwoners (2007) en heeft een oppervlakte van 0,62 km².